# Saint-Pierre-le-Moûtier
Saint-Pierre-le-Moûtier és un municipi francès, situat al departament del Nièvre i a la regió de Borgonya - Franc Comtat. L'any 2007 tenia 1.988 habitants.

## Demografia

### Població
El 2007 la població de fet de Saint-Pierre-le-Moûtier era de 1.988 persones. Hi havia 888 famílies, de les quals 339 eren unipersonals (130 homes vivint sols i 209 dones vivint soles), 300 parelles sense fills, 197 parelles amb fills i 52 famílies monoparentals amb fills.
La població ha evolucionat segons el següent gràfic:
Habitants censats

### Habitatges
El 2007 hi havia 1.059 habitatges, 901 eren l'habitatge principal de la família, 43 eren segones residències i 116 estaven desocupats. 811 eren cases i 245 eren apartaments. Dels 901 habitatges principals, 561 estaven ocupats pels seus propietaris, 303 estaven llogats i ocupats pels llogaters i 37 estaven cedits a títol gratuït; 25 tenien una cambra, 97 en tenien dues, 204 en tenien tres, 252 en tenien quatre i 323 en tenien cinc o més. 567 habitatges disposaven pel capbaix d'una plaça de pàrquing. A 441 habitatges hi havia un automòbil i a 268 n'hi havia dos o més.

### Piràmide de població
La piràmide de població per edats i sexe el 2009 era:
| Homes | Edats   | Dones |
| ----- | ------- | ----- |
| 4     | 95 o +  | 24    |
| 16    | 90 a 94 | 36    |
| 24    | 85 a 89 | 28    |
| 32    | 80 a 84 | 36    |
| 36    | 75 a 79 | 48    |
| 64    | 70 a 74 | 96    |
| 40    | 65 a 69 | 88    |
| 72    | 60 a 64 | 72    |
| 72    | 55 a 59 | 56    |
| 64    | 50 a 54 | 60    |
| 64    | 45 a 49 | 80    |
| 60    | 40 a 44 | 76    |
| 72    | 35 a 39 | 64    |
| 60    | 30 a 34 | 52    |
| 48    | 25 a 29 | 64    |
| 36    | 20 a 24 | 32    |
| 72    | 15 a 19 | 56    |
| 68    | 10 a 14 | 32    |
| 44    | 5 a 9   | 60    |
| 40    | 0 a 4   | 24    |

## Economia
El 2007 la població en edat de treballar era de 1.105 persones, 778 eren actives i 327 eren inactives. De les 778 persones actives 672 estaven ocupades (364 homes i 308 dones) i 105 estaven aturades (55 homes i 50 dones). De les 327 persones inactives 135 estaven jubilades, 64 estaven estudiant i 128 estaven classificades com a «altres inactius».

### Ingressos
El 2009 a Saint-Pierre-le-Moûtier hi havia 909 unitats fiscals que integraven 1.898,5 persones, la mediana anual d'ingressos fiscals per persona era de 15.322 €.

### Activitats econòmiques
Dels 104 establiments que hi havia el 2007, 3 eren d'empreses extractives, 3 d'empreses alimentàries, 3 d'empreses de fabricació d'altres productes industrials, 9 d'empreses de construcció, 22 d'empreses de comerç i reparació d'automòbils, 8 d'empreses de transport, 8 d'empreses d'hostatgeria i restauració, 4 d'empreses financeres, 9 d'empreses immobiliàries, 11 d'empreses de serveis, 17 d'entitats de l'administració pública i 7 d'empreses classificades com a «altres activitats de serveis».
Dels 28 establiments de servei als particulars que hi havia el 2009, 1 era una oficina d'administració d'Hisenda pública, 1 gendarmeria, 1 oficina de correu, 2 oficines bancàries, 1 funerària, 3 tallers de reparació d'automòbils i de material agrícola, 1 taller d'inspecció tècnica de vehicles, 1 autoescola, 1 paleta, 2 guixaires pintors, 1 fusteria, 1 lampisteria, 3 electricistes, 2 perruqueries, 1 veterinari, 2 restaurants, 3 agències immobiliàries i 1 saló de bellesa.
Dels 7 establiments comercials que hi havia el 2009, 1 era un hipermercat, 1 una gran superfície de material de bricolatge, 2 fleques, 1 una fleca, 1 una peixateria i 1 una joieria.
L'any 2000 a Saint-Pierre-le-Moûtier hi havia 46 explotacions agrícoles que ocupaven un total de 3.510 hectàrees.

## Equipaments sanitaris i escolars
El 2009 hi havia 1 un hospital de tractaments de llarga durada, 2 farmàcies i 1 ambulància.
El 2009 hi havia 1 escola maternal i 1 escola elemental integrada dins d'un grup escolar amb les comunes properes formant una escola dispersa. Saint-Pierre-le-Moûtier disposava d'un col·legi d'educació secundària amb 274 alumnes.

## Poblacions més properes
El següent diagrama mostra les poblacions més properes.